# 618 (numero)
Seicentodiciotto (618) è il numero naturale dopo il 617 e prima del 619.

## Proprietà matematiche
- È un numero pari.
- È un numero composto con 8 divisori: 1, 2, 3, 6 103 206 309, 618. Poiché la somma dei suoi divisori (escluso il numero stesso) è 630 > 618, è un numero abbondante.
- È un numero semiperfetto in quanto pari alla somma di alcuni (o tutti) i suoi divisori.
- È un numero sfenico.
- È un numero 44-gonale e 207-gonale.
- È un numero odioso.
- È un numero intero privo di quadrati.
- È parte delle terne pitagoriche (618, 824, 1030), (618, 10600, 10618), (618, 31824, 31830), (618, 95480, 95482).

## Astronomia
- 618 Elfriede è un asteroide della fascia principale del sistema solare.
- NGC 618 è un galassia lenticolare della costellazione del Triangolo.

## Astronautica
- Cosmos 619 è un satellite artificiale russo.